# Monte Carlo-rallyt eller Dessa fantastiska män i sina skumpande skraltiga automobiler
Monte Carlo-rallyt eller Dessa fantastiska män i sina skumpande skraltiga automobiler (engelska: Monte Carlo or Bust) är en brittisk-fransk-italiensk komedifilm från 1969 i regi av Ken Annakin.

## Rollista i urval
- Tony Curtis - Chester Schofield
- Susan Hampshire - Betty
- Terry-Thomas - sir Cuthbert Ware-Armitage
- Eric Sykes - Perkins
- Gert Fröbe - Schickel
- Peer Schmidt - Otto
- Peter Cook - major Digby Dawlish
- Dudley Moore - lt. Kit Barrington
- Walter Chiari - Angelo Pincelli
- Lando Buzzanca - Marcello Agosti
- Bourvil - M. Dupont
- Mireille Darc - Marie-Claude
- Marie Dubois - Pascale
- Nicoletta Machiavelli - Dominique
- Jack Hawkins - Count Levinovitch
- Hattie Jacques - journalist